# Filmfare Awards (1963)
10-я церемония награждения Filmfare Awards прошла 13 июня 1963 года, в городе Бомбей. На ней были отмечены лучшие киноработы на хинди, вышедшие в прокат до конца 1962 года.

## Список лауреатов и номинантов

### Основные премии
| Категории                         | Фото лауреатов      | Лауреаты и номинанты                                             | Фильмы                                                       | Роли                                                         |
| --------------------------------- | ------------------- | ---------------------------------------------------------------- | ------------------------------------------------------------ | ------------------------------------------------------------ |
| Лучший фильм                      | Лучший фильм        | • «Bees Saal Baad» (реж. Бирен Наг, прод. Хеманта Мукхерджи)     | • «Bees Saal Baad» (реж. Бирен Наг, прод. Хеманта Мукхерджи) | • «Bees Saal Baad» (реж. Бирен Наг, прод. Хеманта Мукхерджи) |
| Лучший фильм                      | Лучший фильм        | • «Rakhi» (реж. и прод. А. Бхимсингх)                            |                                                              |                                                              |
| Лучший фильм                      | Лучший фильм        | • «Господин, госпожа и слуга» (реж. Абрар Алви, прод. Гуру Датт) |                                                              |                                                              |
| Лучшая режиссёрская работа        |                     | • Абрар Алви                                                     | «Господин, госпожа и слуга»                                  | «Господин, госпожа и слуга»                                  |
| Лучшая режиссёрская работа        | • Бирен Наг         | «Bees Saal Baad»                                                 | «Bees Saal Baad»                                             |                                                              |
| Лучшая режиссёрская работа        | • Мехбуб Хан        | «Son of India»                                                   | «Son of India»                                               |                                                              |
| Лучшая мужская роль               |                     | • Ашок Кумар                                                     | «Rakhi»                                                      | Радж «Раджу» Кумар                                           |
| Лучшая мужская роль               | • Гуру Датт         | «Господин, госпожа и слуга»                                      | Атулья «Бхутнатх» Чаркаботи                                  |                                                              |
| Лучшая мужская роль               | • Шамми Капур       | «Профессор»                                                      | «профессор» Притам Кханна                                    |                                                              |
| Лучшая женская роль               |                     | • Мина Кумари                                                    | «Арти»                                                       | врач Арти Гупта                                              |
| Лучшая женская роль               | • Мина Кумари       | «Господин, госпожа и слуга»                                      | Чхоти Баху                                                   |                                                              |
| Лучшая женская роль               | • Мина Кумари       | «Main Chup Rahungi»                                              | Гаетри                                                       |                                                              |
| Лучшая мужская роль второго плана |                     | • Мехмуд                                                         | «Сердце безрассудно»                                         | Анокх                                                        |
| Лучшая мужская роль второго плана | • Мехмуд            | «Rakhi»                                                          | Кастури                                                      |                                                              |
| Лучшая мужская роль второго плана | • Рехман            | «Господин, госпожа и слуга»                                      | Чхоте Саркар                                                 |                                                              |
| Лучшая женская роль второго плана |                     | • Лалита Павар                                                   | «Профессор»                                                  | Сита Деви Верма                                              |
| Лучшая женская роль второго плана | • Шашикала          | «Арти»                                                           | Джасванти                                                    |                                                              |
| Лучшая женская роль второго плана | • Вахида Рехман     | «Господин, госпожа и слуга»                                      | Джаба                                                        |                                                              |
| Лучший сюжет                      |                     | • Бимал Митра                                                    | «Господин, госпожа и слуга»                                  | «Господин, госпожа и слуга»                                  |
| Лучший сюжет                      | • Давар Ситараман   | «Main Chup Rahungi»                                              | «Main Chup Rahungi»                                          |                                                              |
| Лучший сюжет                      | • К. П. Коттаракара | «Rakhi»                                                          | «Rakhi»                                                      |                                                              |

### Музыкальные премии
| Категории               | Фото лауреатов        | Лауреаты и номинанты            | Фильмы                          | Песни                   |
| ----------------------- | --------------------- | ------------------------------- | ------------------------------- | ----------------------- |
| Лучшая музыка к песне   |                       | • Хемант Кумар                  | «Bees Saal Baad»                | «Bees Saal Baad»        |
| Лучшая музыка к песне   | • Мадан Мохан         | «Неграмотная» / «Ирония судьбы» | «Неграмотная» / «Ирония судьбы» |                         |
| Лучшая музыка к песне   | • Шанкар-Джайкишан    | «Профессор»                     | «Профессор»                     |                         |
| Лучшие слова к песне    |                       | • Хасрат Джайпури               | «Профессор»                     | «Aai Gulbadan»          |
| Лучшие слова к песне    | • Раджа Мехди Али Хан | «Неграмотная»                   | «Aapki Nazrone Samajha»         |                         |
| Лучшие слова к песне    | • Шакил Бадаюни       | «Bees Saal Baad»                | «Kahin Deep Jale Kahin Dil»     |                         |
| Лучший закадровый вокал |                       | • Лата Мангешкар                | «Неграмотная» / «Ирония судьбы» | «Aapki Nazrone Samajha» |
| Лучший закадровый вокал | • Лата Мангешкар      | «Bees Saal Baad»                | «Kahin Deep Jale Kahin Dil»     |                         |
| Лучший закадровый вокал | • Мохаммед Рафи       | «Профессор»                     | «Aai Gulbadan»                  |                         |

## Технические награды
| Категории                            | Лауреаты и номинанты         | Фильмы                      |
| ------------------------------------ | ---------------------------- | --------------------------- |
| Лучший диалог                        | • Ахтар уль-Иман             | «Сын судьбы»                |
| Лучший монтаж                        | • Кешав Найду                | «Bees Saal Baad»            |
| Лучшая операторская работа           | • В. К. Мурти                | «Господин, госпожа и слуга» |
| Лучшая работа художника-постановщика | • Р. Д. Джадхав, Рам Йедекар | «Сын судьбы»                |
| Лучший звук                          | • С. Й. Патхак               | «Bees Saal Baad»            |